# Melkstal

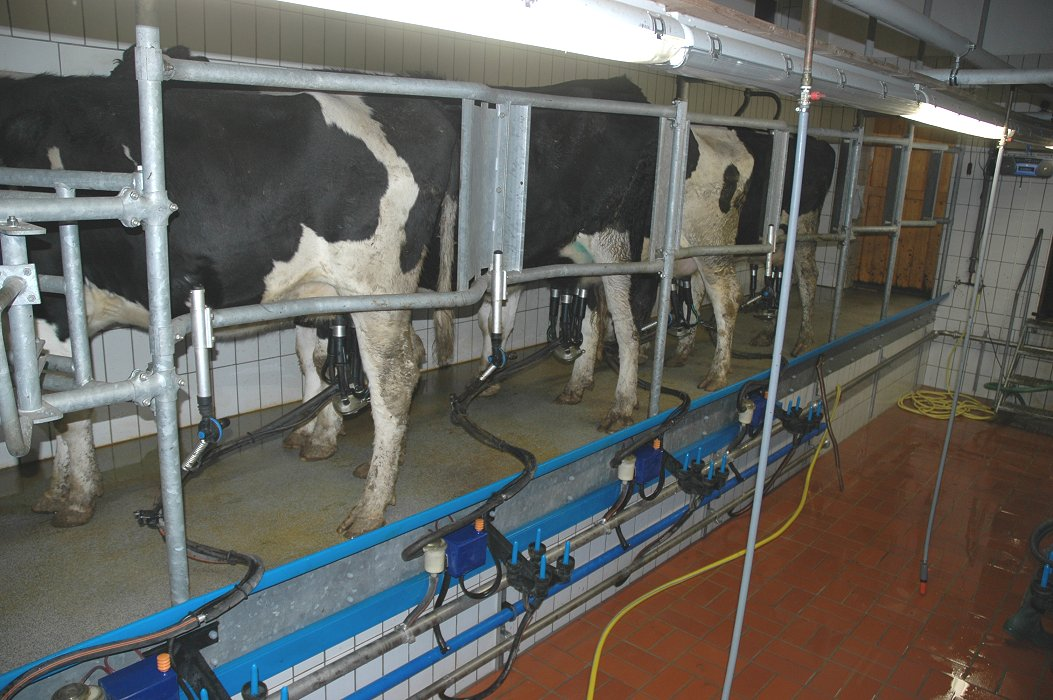
Melkstand in een melkstal.

Een melkstal is een ruimte waarin koeien, schapen of geiten worden gemolken. Hier gaan de dieren twee- of driemaal daags naartoe (of doorheen) om gemolken te worden. Koeien hebben één uier met vier spenen, geiten en schapen hebben één uier met twee spenen. Vaak is een verlaging van 80 cm in de vloer gemaakt zodat de melker beter bij de uiers van de dieren kan zonder te hoeven bukken. Deze verlaging heet melkput. Rond de melkput is een hekwerk zodat de dieren niet in de melkput kunnen vallen en de dieren zo gaan staan dat de melker goed bij het uier kan. Er zijn melkstallen waar 6 koeien tegelijkertijd kunnen worden gemolken maar er zijn ook met een capaciteit van 50 koeien. Er zijn verschillende typen melkstallen zoals tandem, visgraat, zij aan zij en draaimelkstallen. Soms wordt er gebruikgemaakt van een melkrobot, waarmee koeien automatisch, zonder hulp van mensenhanden worden gemolken.
Meestal krijgen de koeien krachtvoer, omdat dat voor de koe een extra stimulans is om naar de melkstal te lopen en op de juiste plek te gaan staan om gemolken te worden. Het loopt dan allemaal iets gemakkelijker. Tegenwoordig is het mogelijk om de dosering krachtvoer per koe aan te passen (met een chip in hun oor of aan een halsband die bij de voederbak wordt uitgelezen). 
Na het melken verlaten de koeien de melkstal en gaan ze meestal door een selectiepoort waarbij zieke en/of drachtige koeien apart worden gehouden van de rest van de groep. De overige koeien worden dan richting een voederhek geleid waar ze hun gebruikelijke voeder krijgen.  
De melkstal is vaak gevestigd vooraan in de stal. Naast de melkstal is er ook een tanklokaal waar de melktank met koelinstallatie en de vacuümpomp van de melkinstallatie staan. Bij nieuwbouw wordt vaak een aparte ruimte gebouwd voor de vacuümpomp en alle andere componenten van een melkinstallatie.